# Lincoln (Michigan)
Lincoln é uma vila localizada no estado americano de Michigan, no Condado de Alcona.

## Demografia
Segundo o censo americano de 2000, a sua população era de 364 habitantes.
Em 2006, foi estimada uma população de 354, um decréscimo de 10 (-2.7%).

## Geografia
De acordo com o United States Census Bureau tem uma área de
2,6 km², dos quais 2,0 km² cobertos por terra e 0,6 km² cobertos por água. Lincoln localiza-se a aproximadamente 210 m acima do nível do mar.

## Localidades na vizinhança
O diagrama seguinte representa as localidades num raio de 32 km ao redor de Lincoln.